# Sibylle Canonica

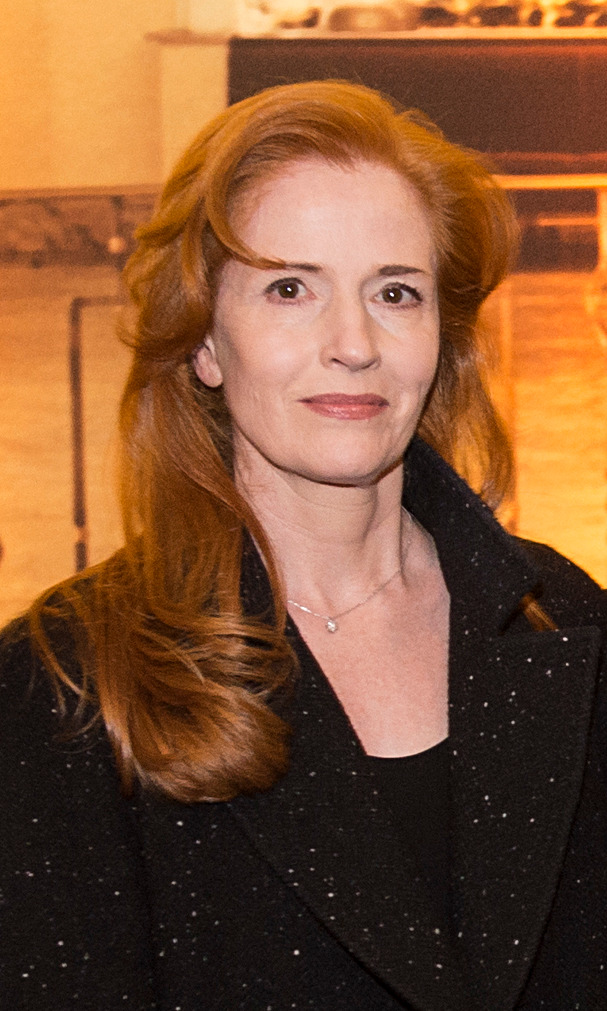
Sibylle Canonica (2014)

Sibylle Canonica (* 26. April 1957 in Bern) ist eine Schweizer Schauspielerin.

## Leben

### Ausbildung und Theater
Canonica verliess das Gymnasium kurz vor der Matura, um an der Zürcher Kunstakademie Fotografie zu studieren und am Schauspielhaus als Statistin zu arbeiten. Nach einem Jahr ging sie an die  Folkwangschule in Essen und studierte dort von 1976 bis 1979 Schauspiel. Sie wurde 1981 für ihr erstes Theaterengagement an das Staatstheater Oldenburg engagiert. 1985 erhielt sie den Förderpreis der Berliner Akademie der Künste für Darstellende Kunst. Über das Staatstheater Stuttgart und das Düsseldorfer Schauspielhaus kam sie 1985 an die Münchner Kammerspiele zu Dieter Dorn, der sie 2001 mit ans Bayerische Staatsschauspiel nahm. Darüber hinaus trat sie immer wieder als Gast bei den Wiener Festwochen und den Salzburger Festspielen auf. Im Laufe ihrer Karriere arbeitete sie mit Regisseuren wie Franz Xaver Kroetz, Thomas Langhoff, Hans Lietzau, George Tabori und Peter Zadek.

### Film und Fernsehen
Nach Rollen in Hans-Christian Schmids Nach Fünf im Urwald und Caroline Links Oscar-nominierten Jenseits der Stille verkörperte sie 1999 in Egon Günthers Film Die Braut Charlotte von Stein. 2002 wurde sie für Bella Martha mit einer Nominierung als Beste Darstellerin für den Schweizer Filmpreis bedacht und war in der Verfilmung des gleichnamigen autobiografischen Romans der Schriftstellerin Anita Lenz mit dem Titel Wer liebt, hat Recht neben Iris Berben und Robert Atzorn zu sehen. 2006 verkörperte sie die böse Hexe in dem Märchenfilm Hänsel und Gretel von Anne Wild. 2009 stand sie neben Henry Hübchen und Burghart Klaußner für den Kinofilm Alter und Schönheit vor der Kamera, in dem sie die ehemalige Geliebte des sterbenskranken Schauspielers Manni, Peter Lohmeyer, spielte. In Matti Geschonnecks Zweiteiler Entführt war sie im selben Jahr als Gattin des von Friedrich von Thun dargestellten Industriellen Targensee zu sehen. In den Verfilmungen der Romane Rubinrot (2013) und Saphirblau (2014) aus der Buchreihe Liebe geht durch alle Zeiten von Kerstin Gier übernahm sie die Rolle der Glenda Montrose. In der Filmkomödie Die Goldfische war sie 2019 an der Seite von Tom Schilling in einer Nebenrolle als Saphira zu sehen.
Wiederholt übernahm sie Gastrollen in Krimiserien wie Der letzte Zeuge, Der Alte, Stolberg und Der Kriminalist. Seit 2005 ist sie mehrfach in Episodenrollen im Tatort zu sehen.
Canonica ist Mitglied der Deutschen Filmakademie.

## Filmografie (Auswahl)
- 1988: Wallers letzter Gang
- 1990: Der zerbrochne Krug
- 1990: Neuner
- 1995: Nach Fünf im Urwald
- 1996: Jenseits der Stille
- 1998: Der Campus
- 1998: Fette Welt
- 1999: Die Braut
- 2001: Bella Martha
- 2001: Julietta – Es ist nicht wie du denkst
- 2002: Wer liebt, hat Recht
- 2003: Himmel, Polt und Hölle
- 2005: Tatort: Nur ein Spiel (Fernsehreihe)
- 2006: Hänsel und Gretel
- 2008–2017: Der Alte (Fernsehserie, 6 Folgen)
- 2008: Bella Block: Falsche Liebe (Fernsehreihe)
- 2009: Alter und Schönheit
- 2009: Entführt
- 2009: Erntedank. Ein Allgäu-Krimi (Fernsehfilm)
- 2009: Liebe und andere Gefahren (Fernsehfilm)
- 2011: Tatort: Borowski und die Frau am Fenster
- 2011: Bastard
- 2011: Hotel Lux
- 2013: Rubinrot
- 2013: Alaska Johansson (Fernsehfilm)
- 2014: Kommissar Dupin: Bretonische Verhältnisse
- 2014: Saphirblau
- 2015: Tatort: Château Mort
- 2015: Rosamunde Pilcher: Liebe, Diebe, Diamanten
- 2016: Tatort: Das Recht, sich zu sorgen
- 2016: Ein starkes Team: Geplatzte Träume
- 2018: Tatort: Die Musik stirbt zuletzt
- 2018: Bella Germania
- 2019: Die Goldfische
- 2019: Sohn meines Vaters
- 2019: Harter Brocken: Der Geheimcode[5]
- 2020: Oktoberfest 1900 (Fernsehserie)
- 2021: Faltenfrei (Fernsehfilm)
- 2022: Der Pass (Fernsehserie)
- 2023: Sisi & Ich
- 2024: Tatort: Unter Gärtnern (Fernsehreihe)
- 2025: Ein Mädchen namens Willow

## Theater (Auswahl)

### Residenztheater München
- 2020: Dantons Tod (als Marion, Grisette). Nach Georg Büchner. Inszenierung: Sebastian Baumgarten[6][7][8]
- 2021: Agnes Bernauer (als Arbeiterin/ Bub). Von Franz Xaver Kroetz. Inszenierung: Nora Schlocker[9][10]
- 2021: Erinnerung eines Mädchens. Von Annie Ernaux. Inszenierung: Silvia Costa
- 2024: Die Ärztin (als Charlie). Von Robert Icke sehr frei nach «Professor Bernhardi» von Arthur Schnitzler. Inszenierung: Miloš Lolić[11][12][13][14][15]
- 2025: Was ich vergessen habe. Von Jürgen Berger und Anna Karasińska. Inszenierung: Anna Karasińska
- 2025: Lapidarium. Von Rainald Goetz. Inszenierung: Elsa-Sophie Jach[16]

## Hörspiele
- 2014: Christian Wittmann/Georg Zeitblom: Die Existenz der Haut. Regie: Christian Wittmann/Georg Zeitblom (Hörspiel – DKultur)

## Auszeichnungen
- 2002: Nominierung Schweizer Filmpreis als Beste Darstellerin für Bella Martha
- 2008: Kurt-Meisel-Preis
- 2014: Bayerischer Maximiliansorden für Wissenschaft und Kunst
- 2022: Bayerische Staatsschauspielerin